# 特鲁瓦集市圣若望堂

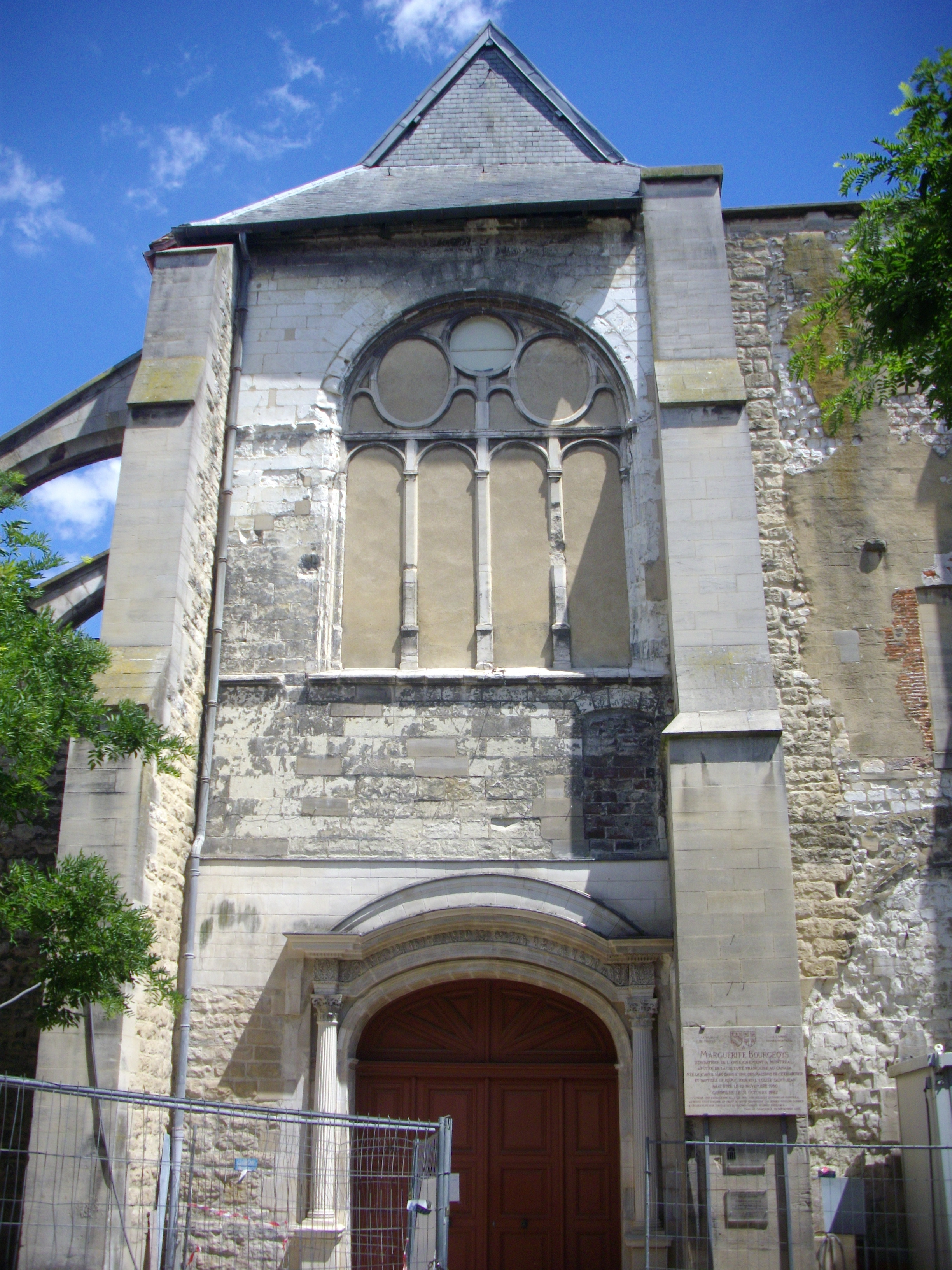

特鲁瓦集市圣若望堂（église Saint-Jean-du-Marché）是一座罗马天主教教堂，位于法国大东部大区奥布省特鲁瓦，被莫尔街（rue Molé）和乌尔巴诺四世街（rue Urbain IV）包围。

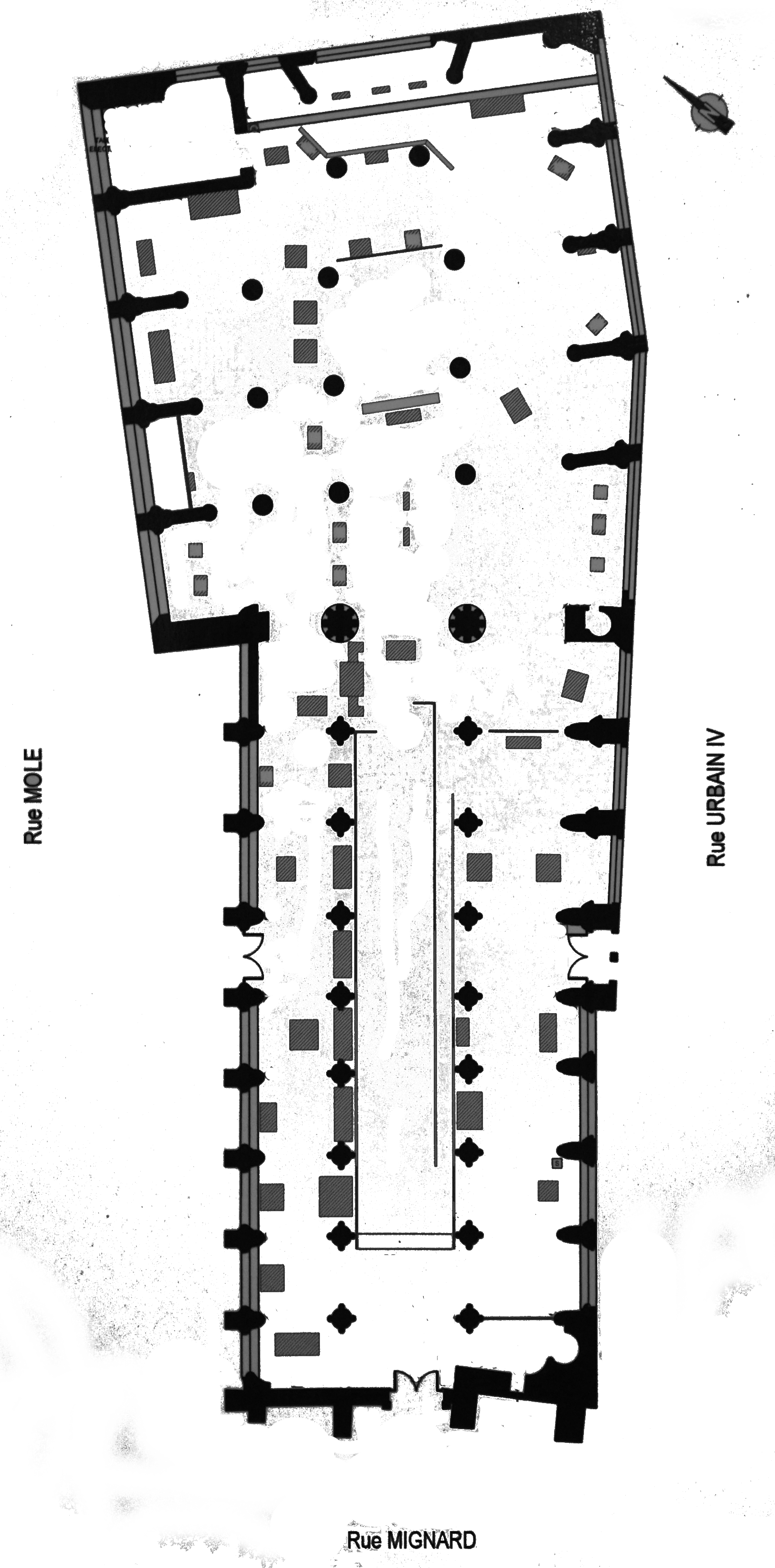

## 历史
这是一座哥特式建筑，建于13世纪，16世纪重建。它长77米，中殿宽17.3米，高9米。咏经席宽24.7米，高21米。它有三个中殿，八个跨度，前三个建于16世纪，后五个建于13世纪。
这座教堂发生过重要的历史事件，1420年6月2日，在这座教堂里，英国国王亨利五世迎娶法国国王查理六世和巴伐利亚的伊萨博的女儿瓦卢瓦的凯瑟琳。. 
1524年的大火部分摧毁了南部和西部，之后重建。1911年8月23日到24日，钟楼倒塌。

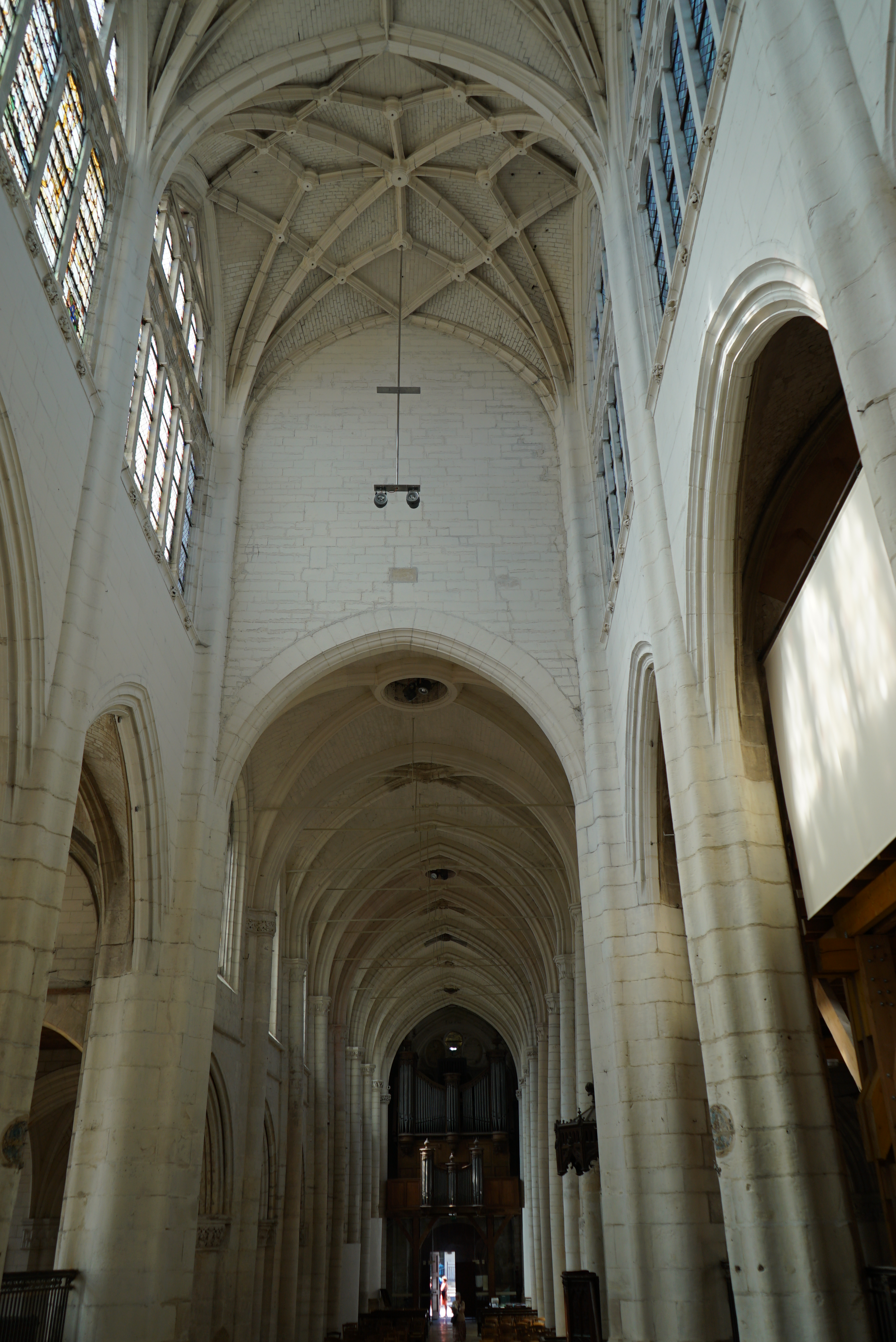
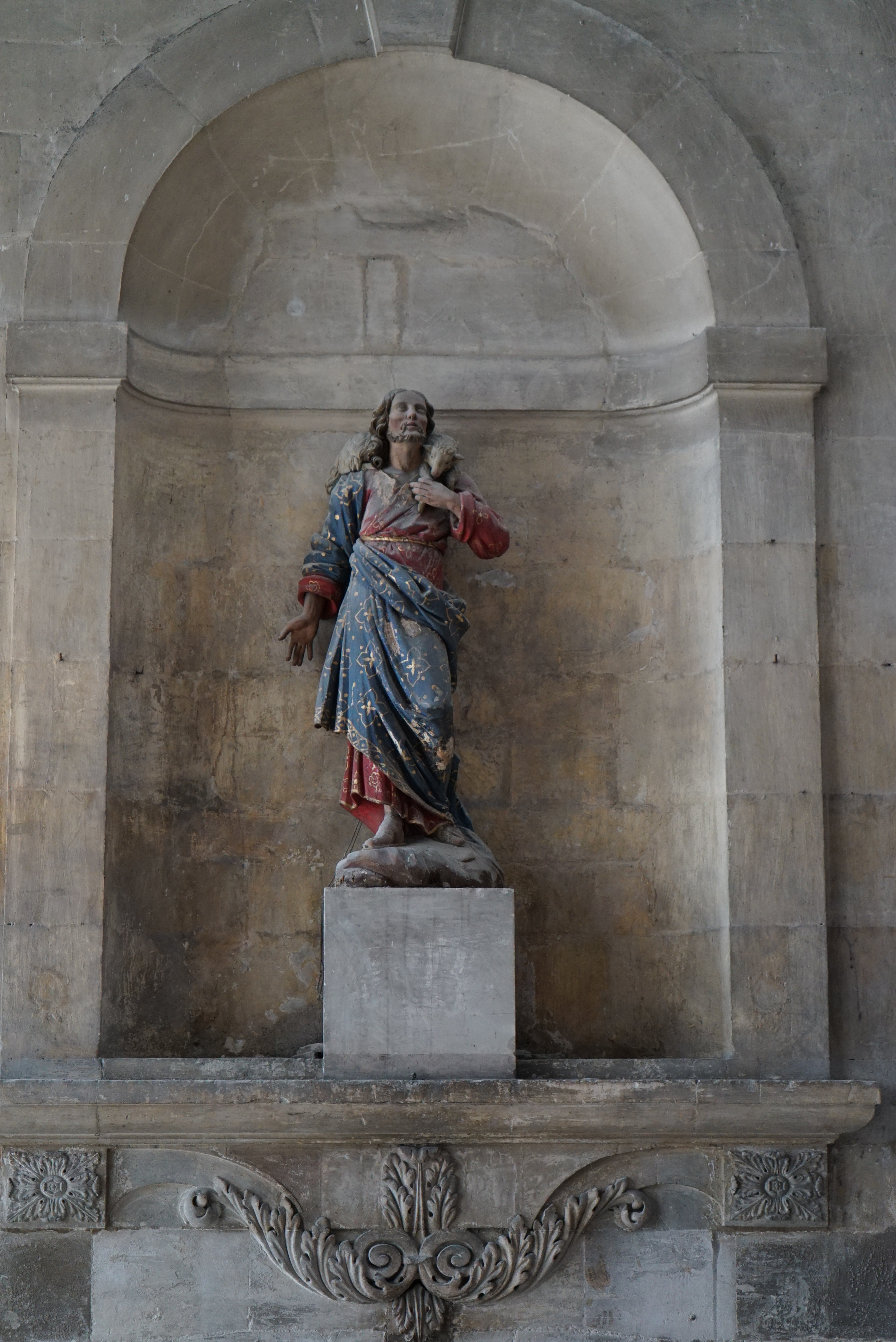
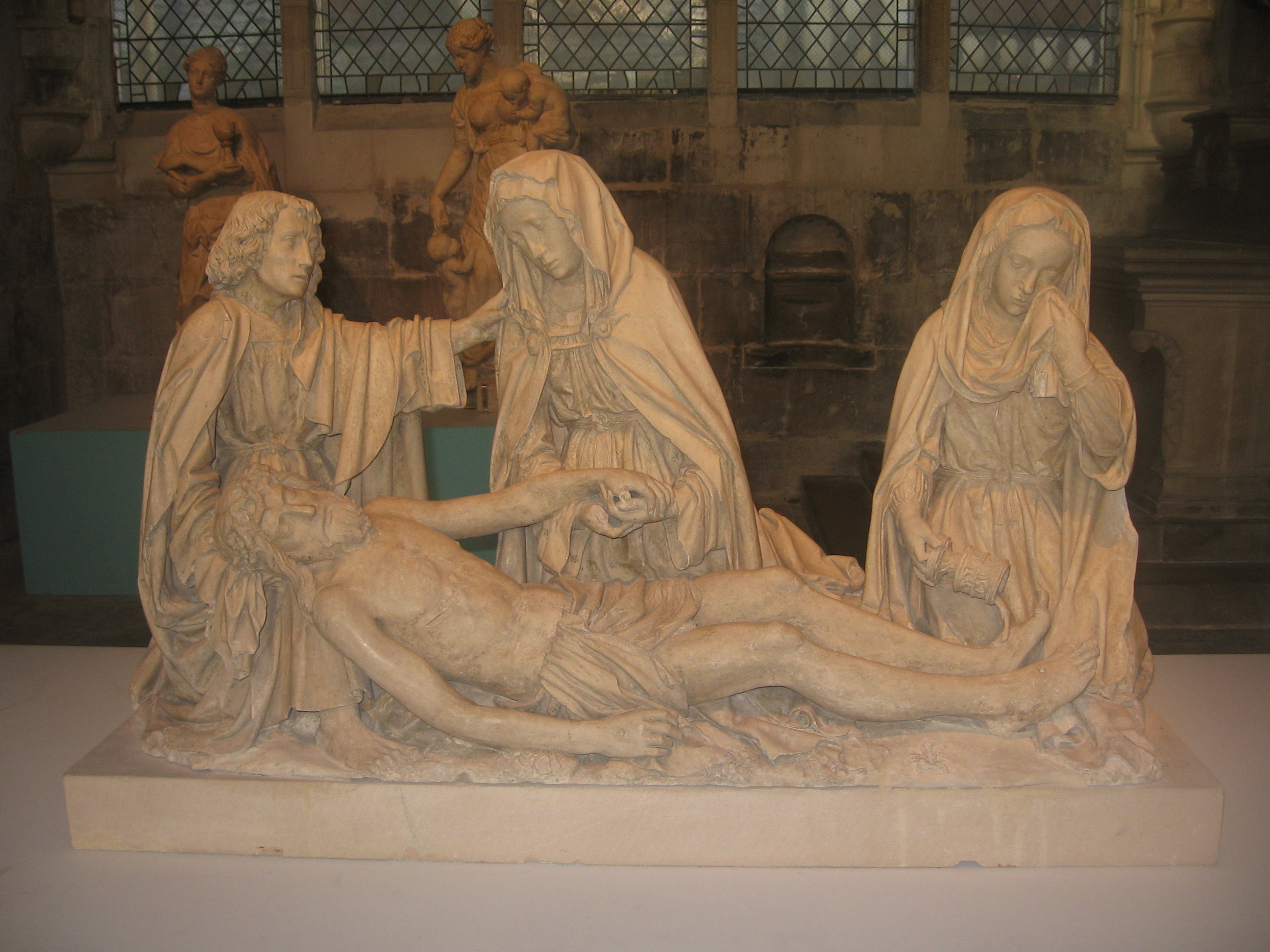
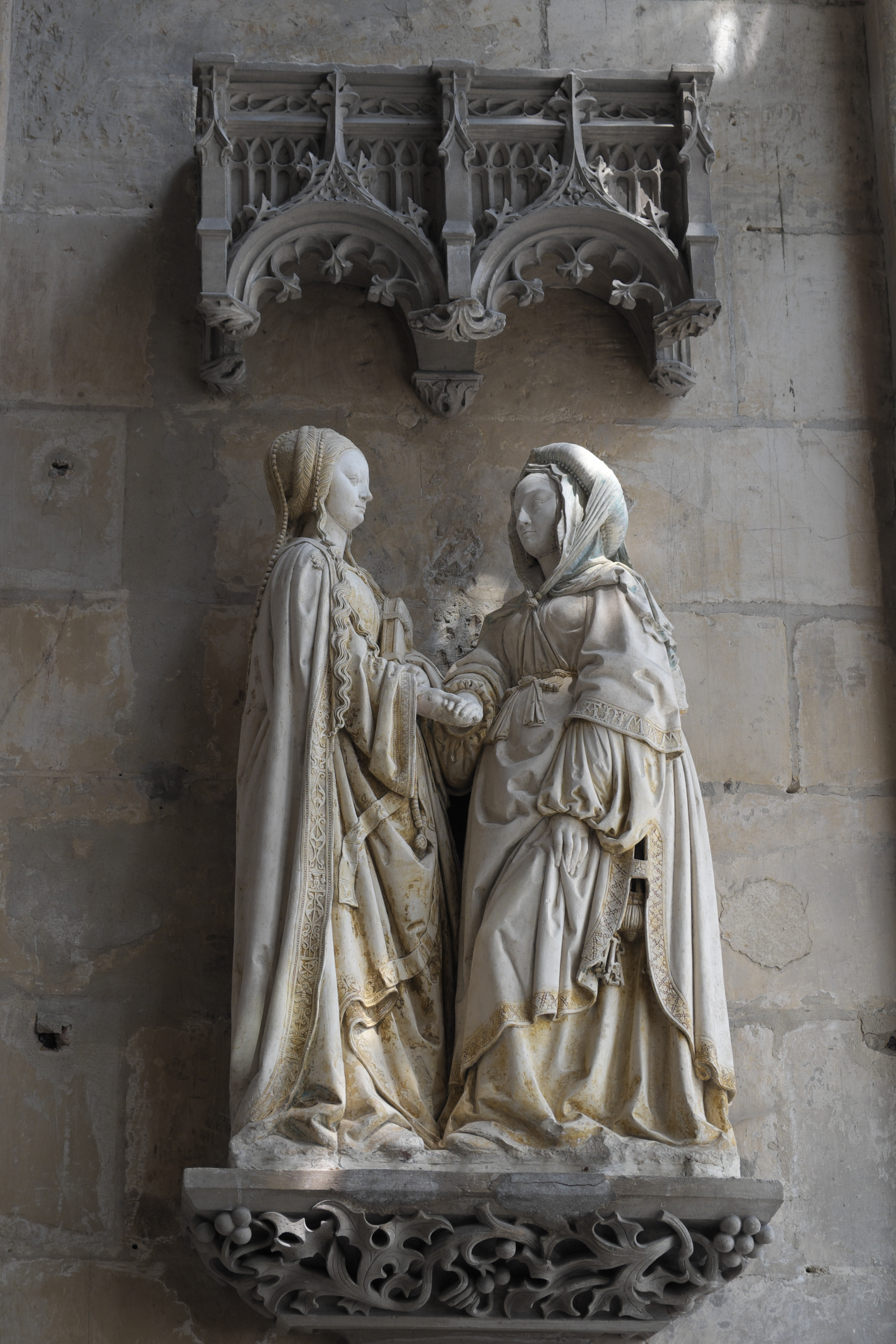
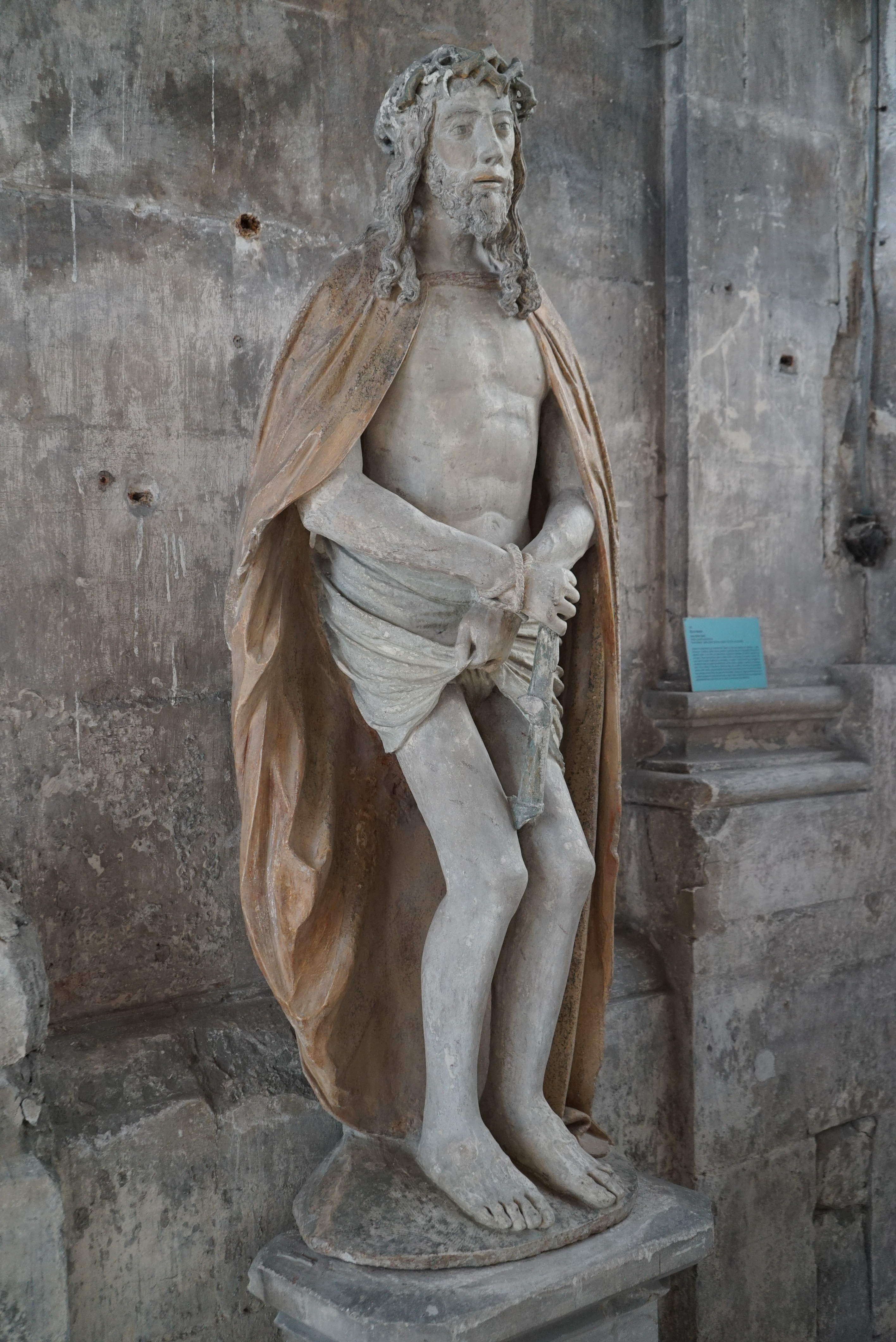
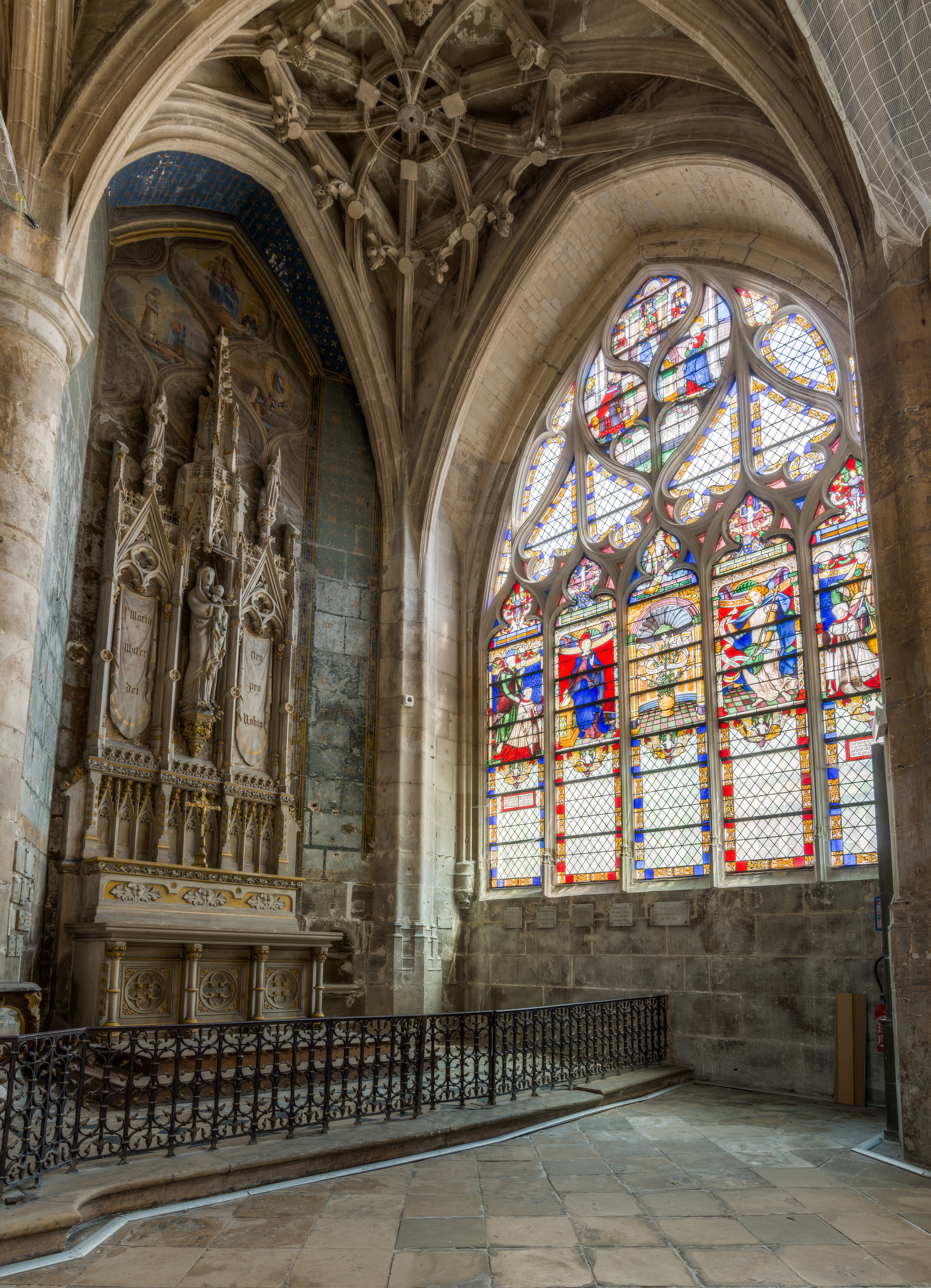
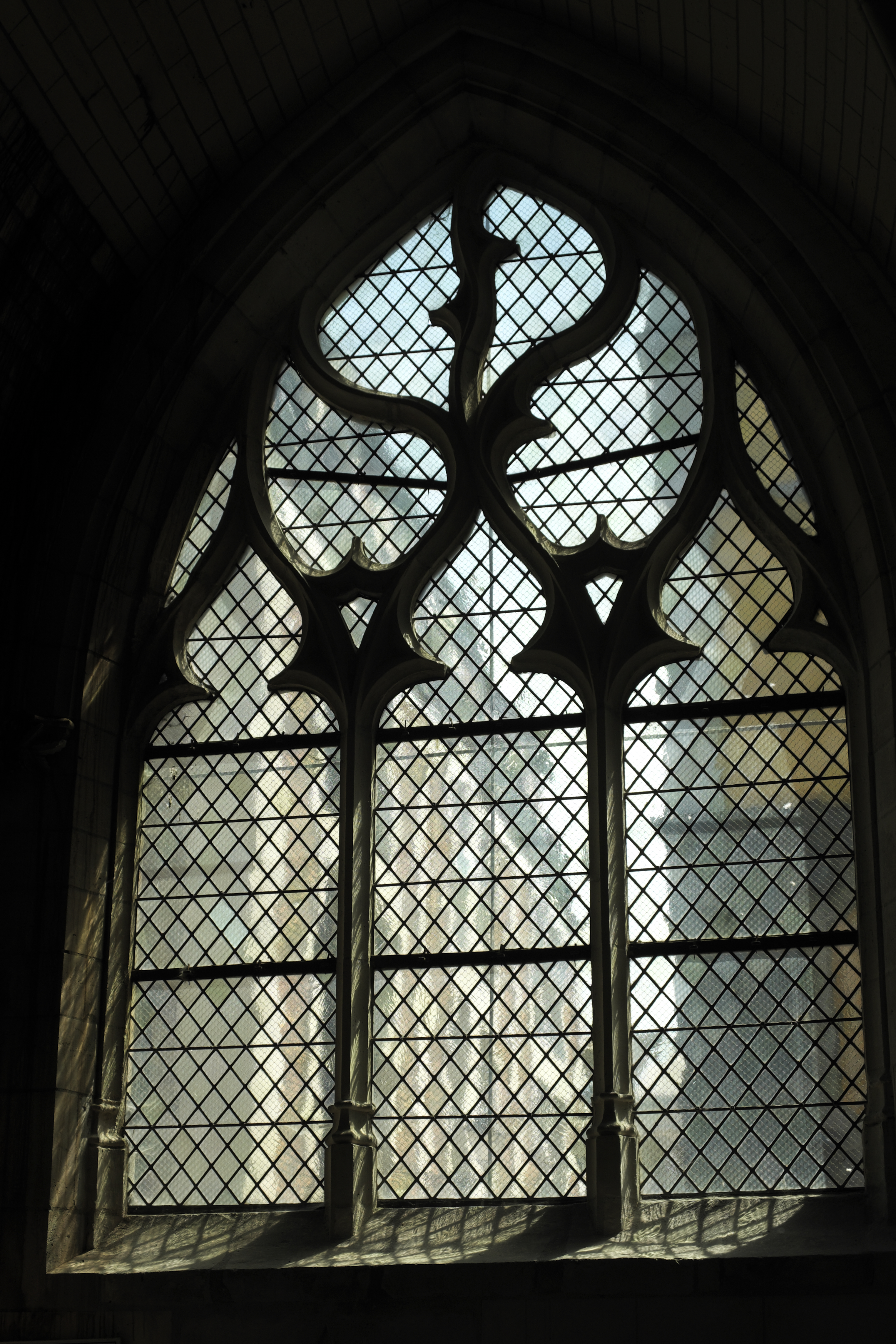
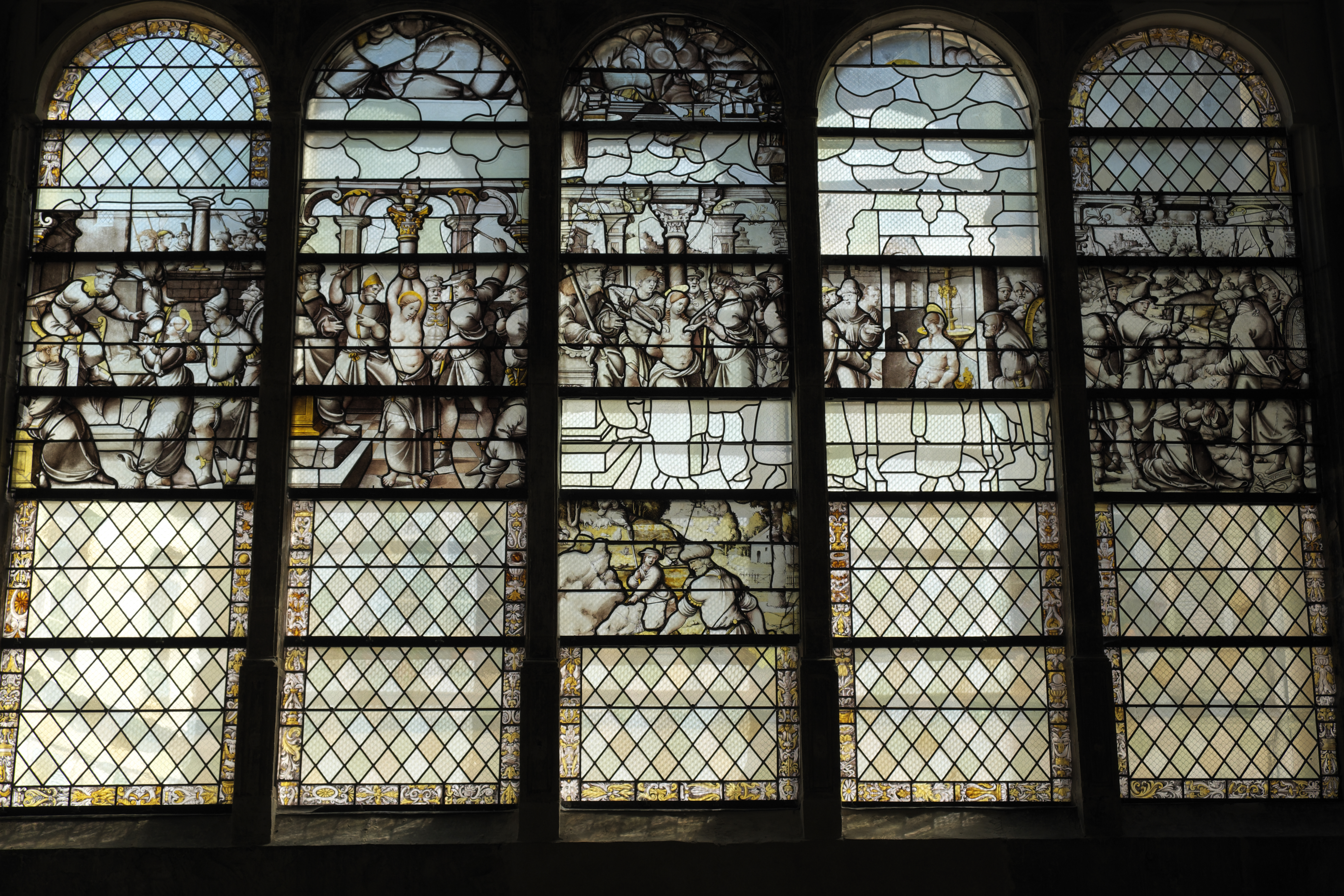
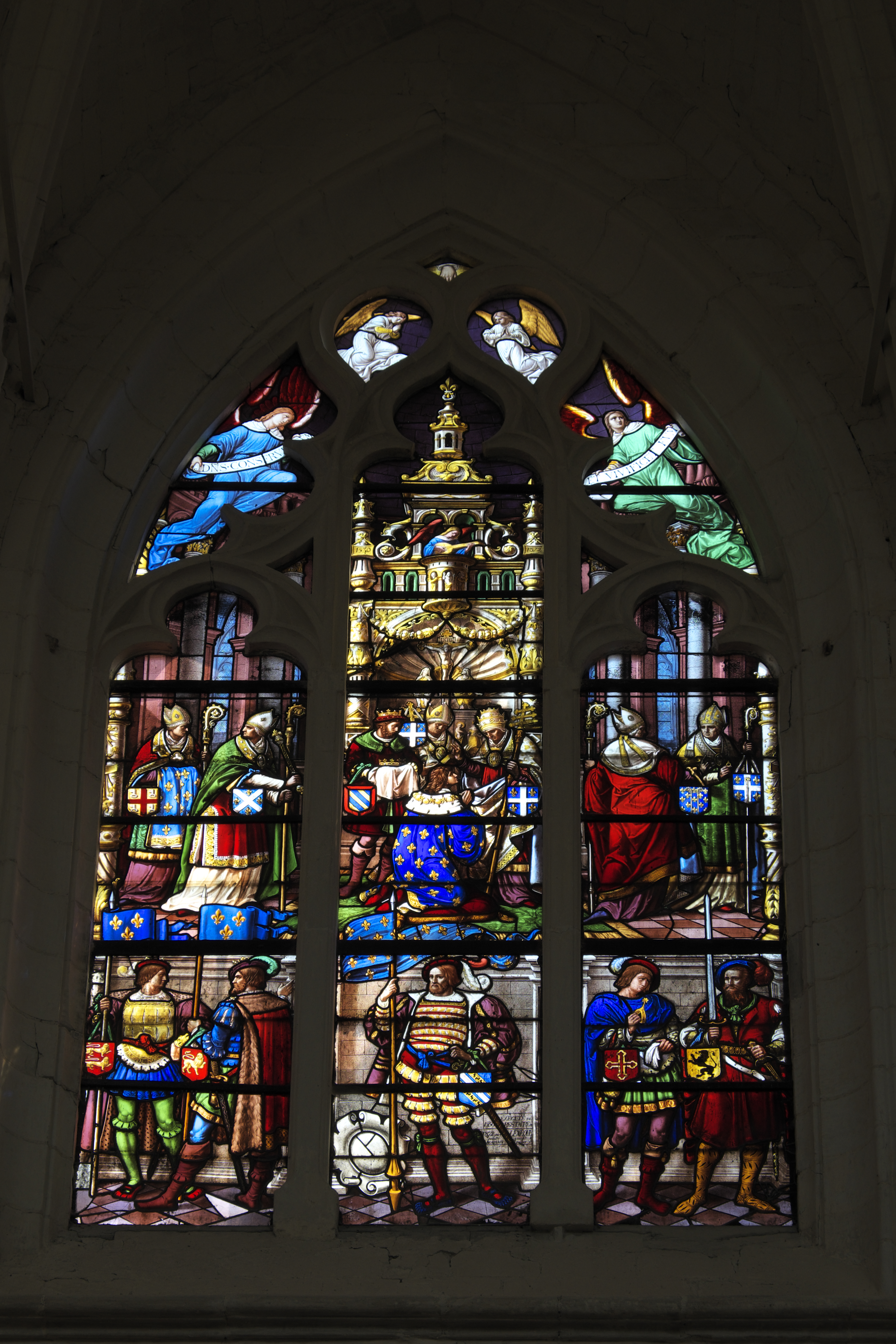
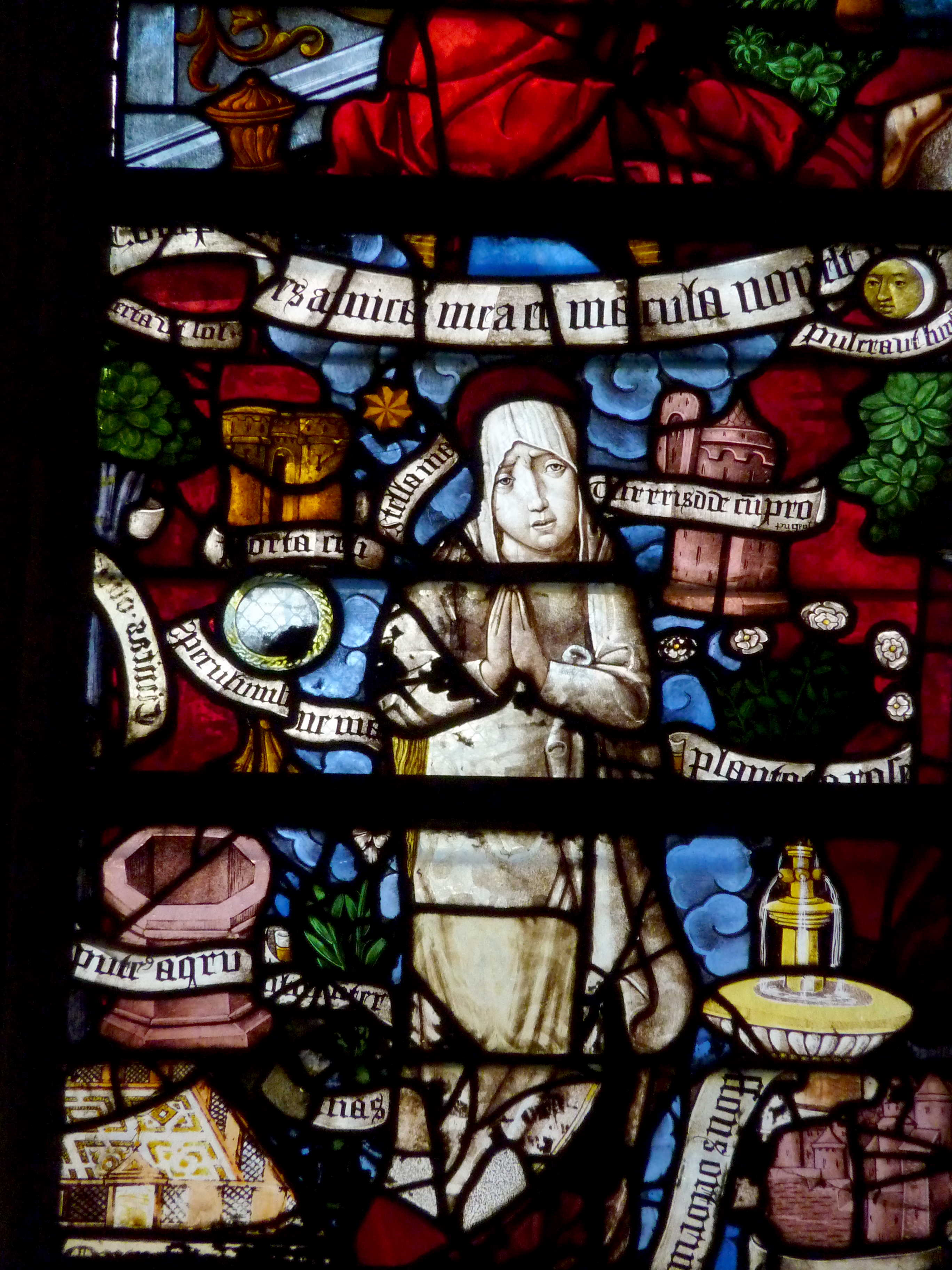
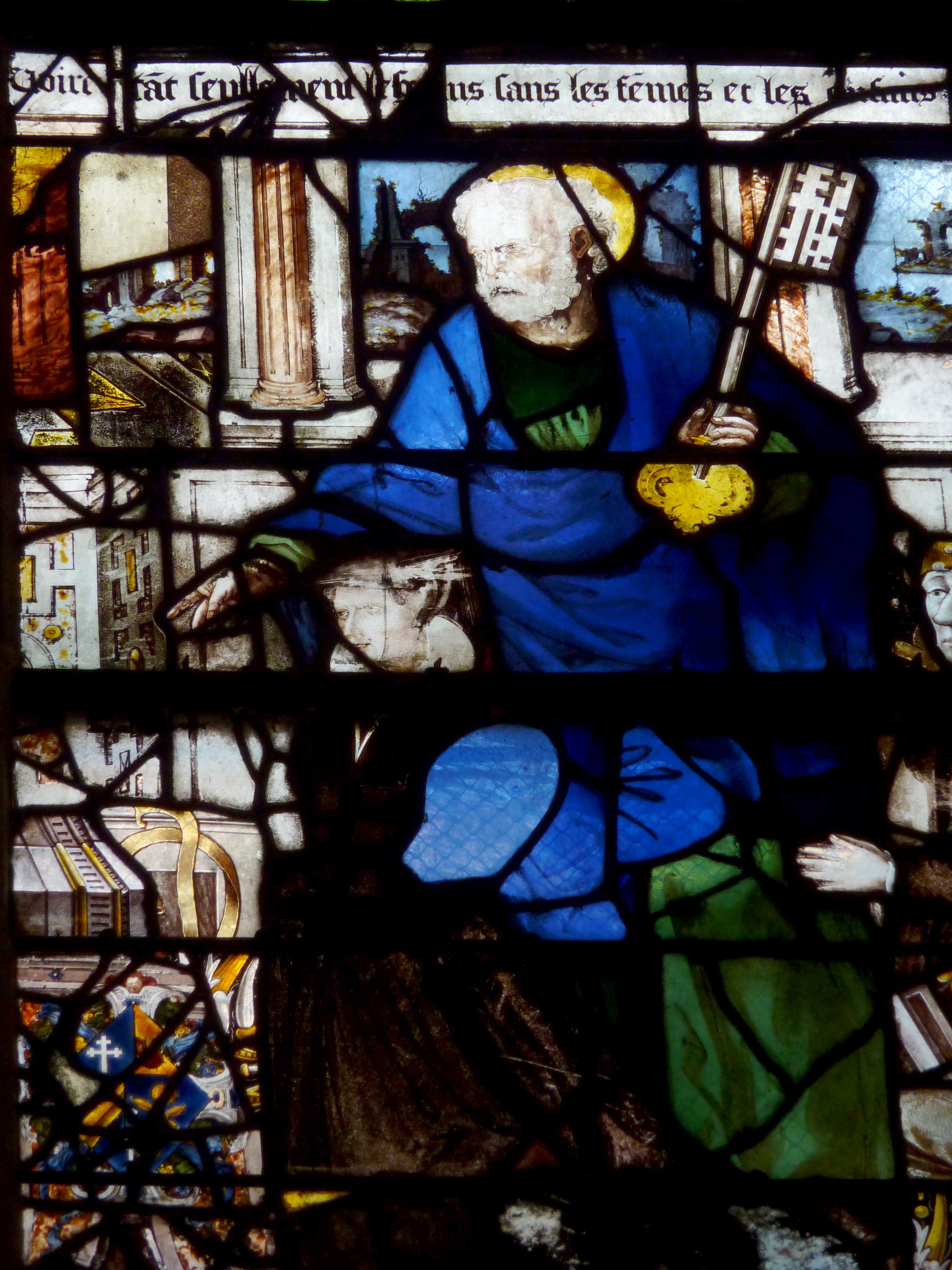
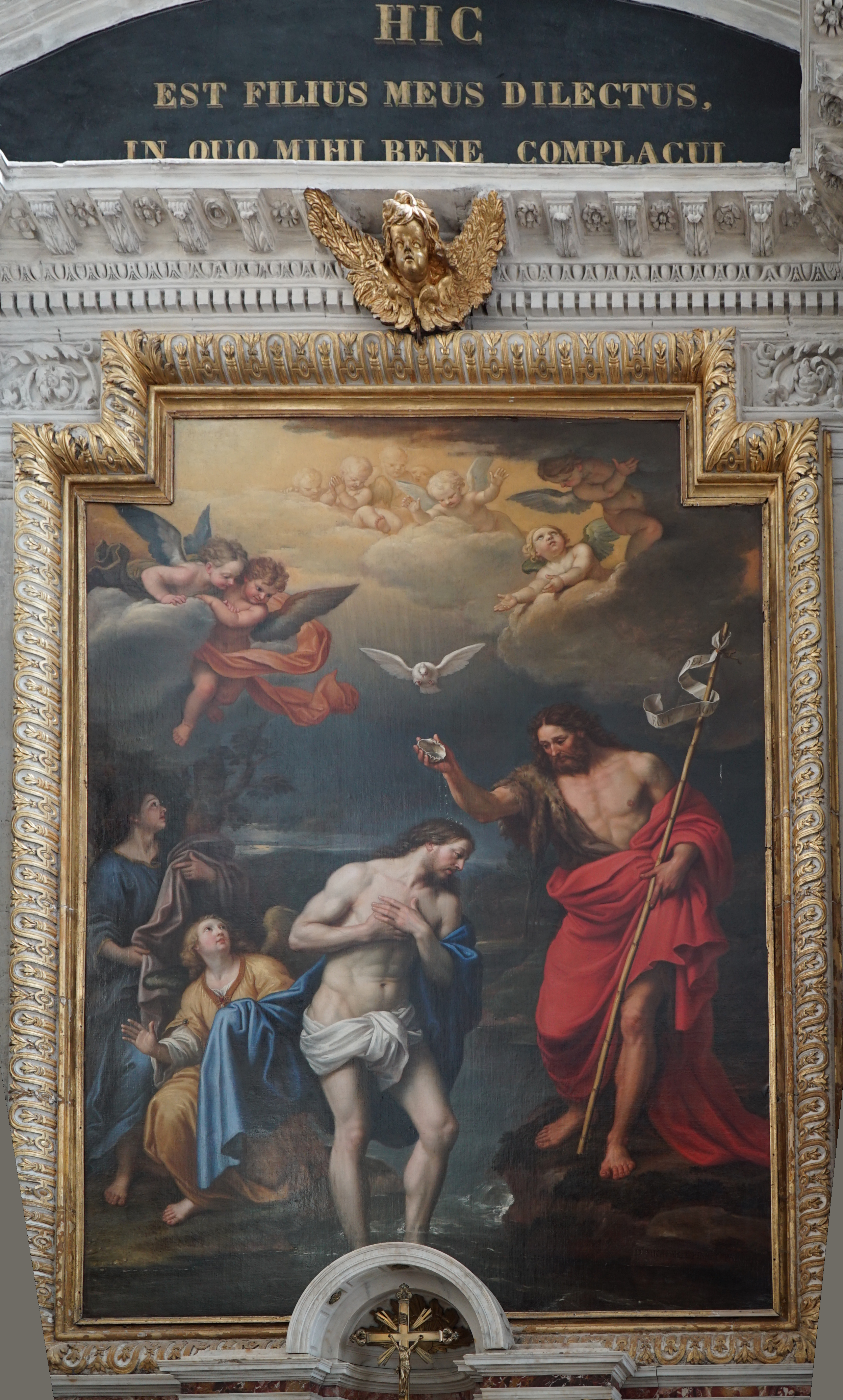
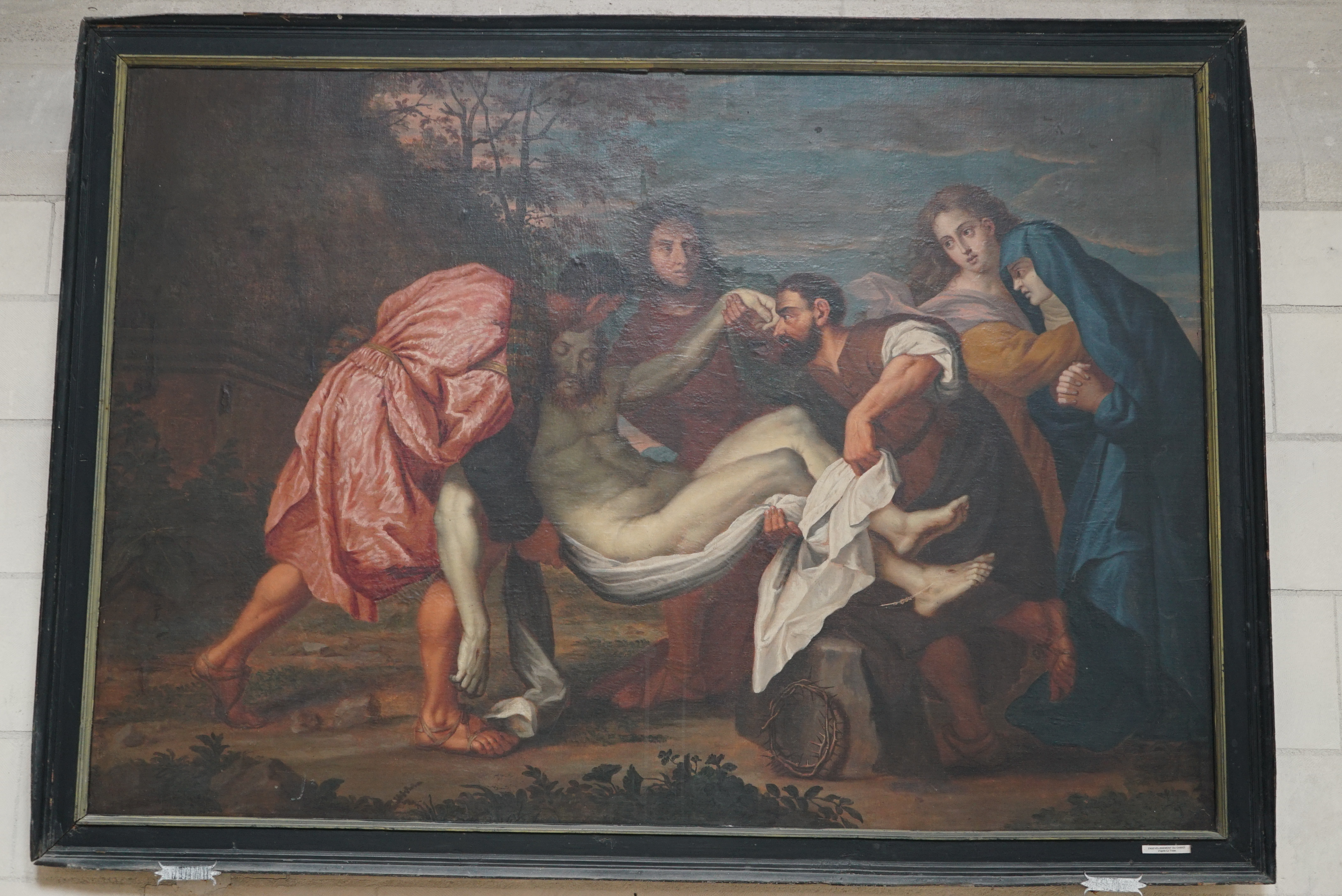
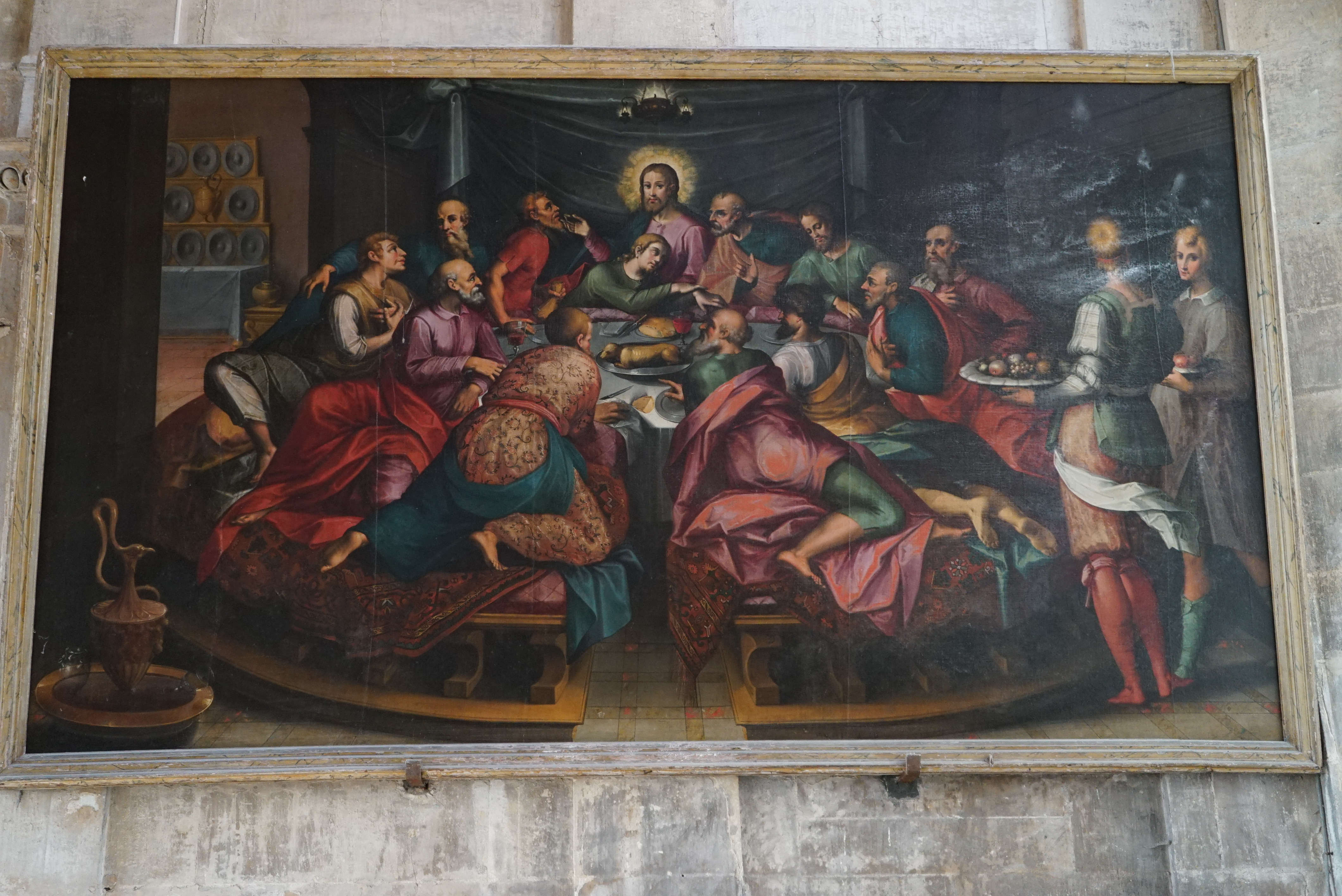
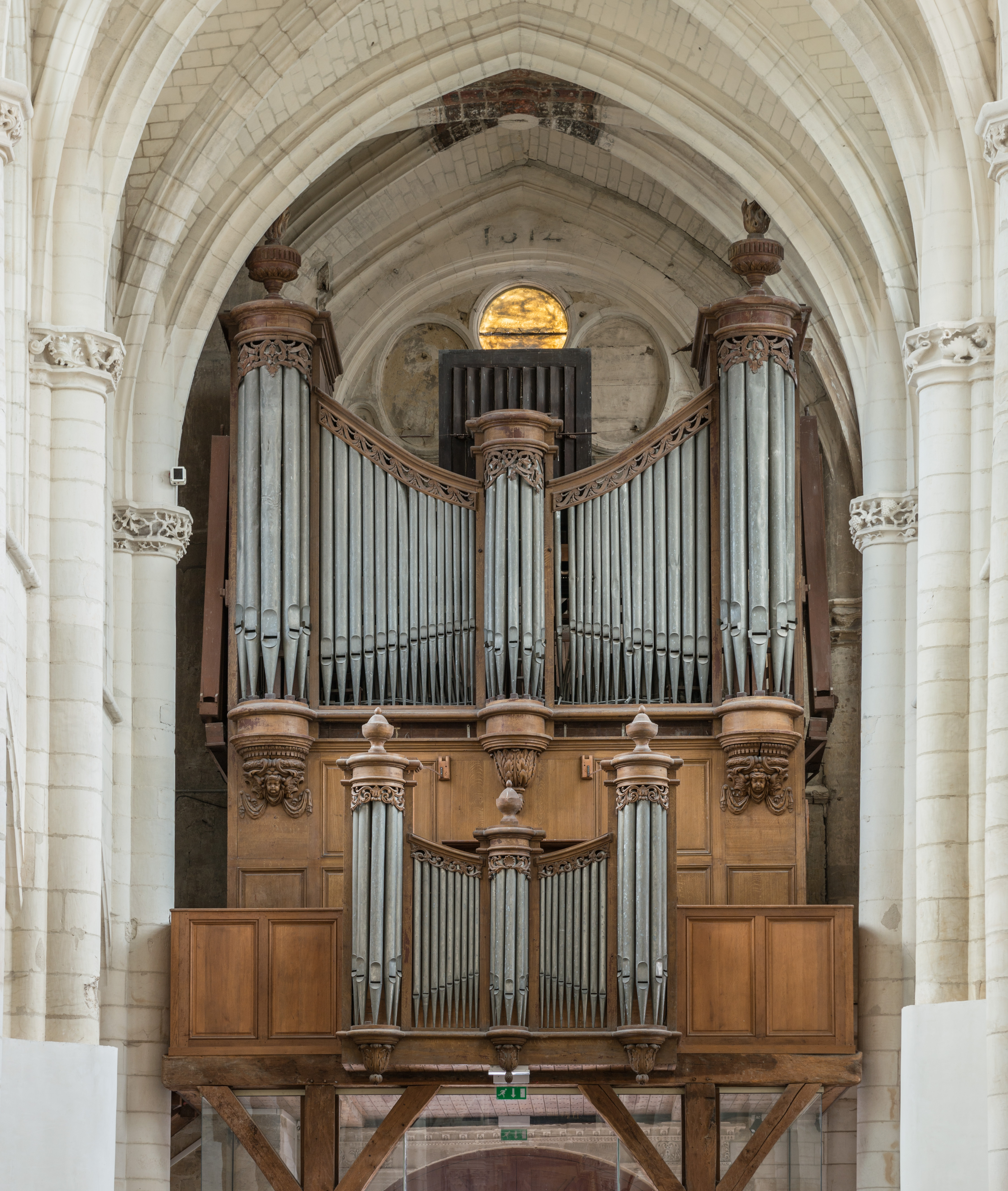
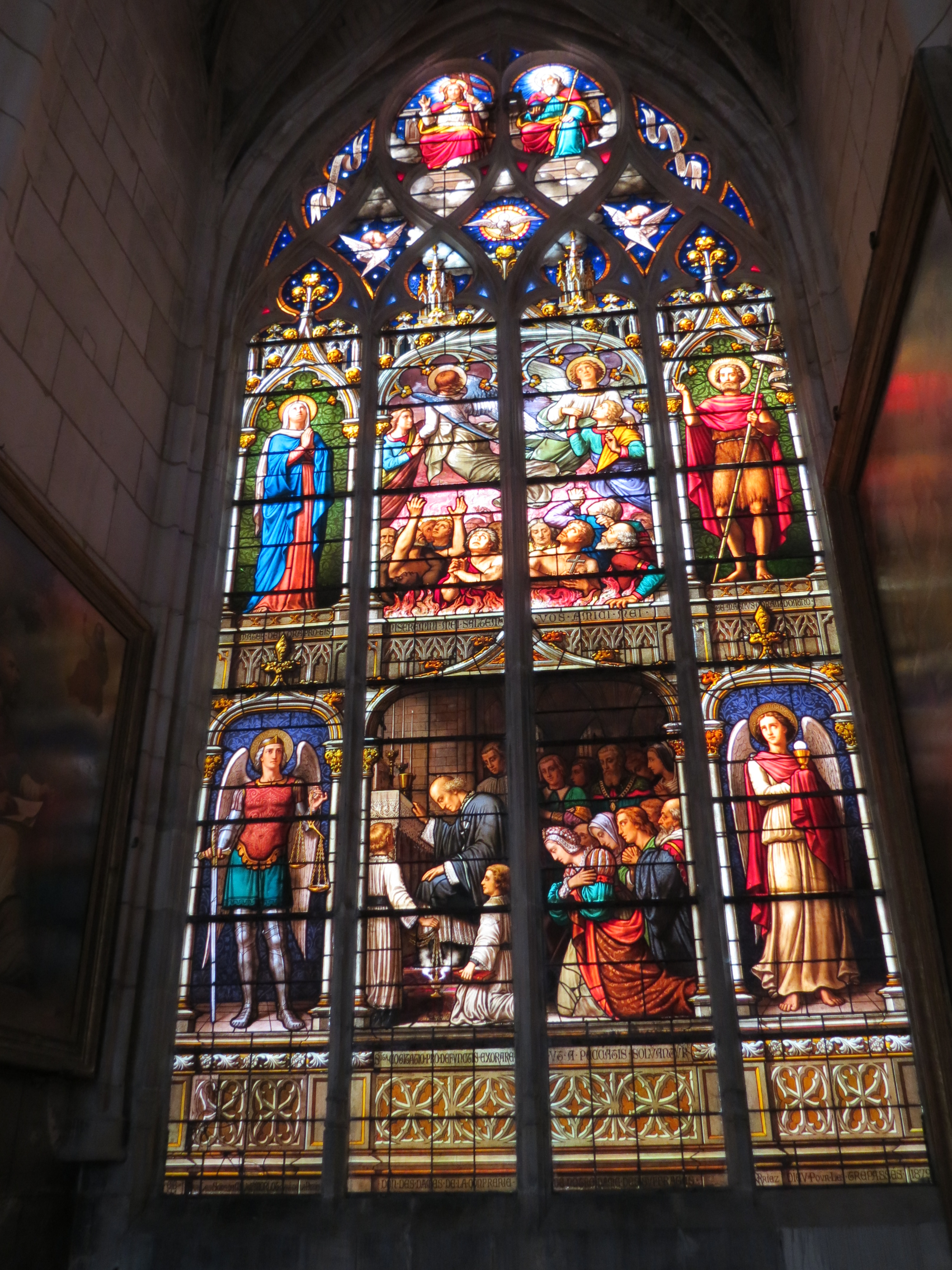

1840年，该建筑列为法国历史遗迹。